# Saint-Maximin, Oise
Saint-Maximin là một xã ở tỉnh Oise Hauts-de-France phía bắc Pháp. Xã Saint-Maximin, Oise nằm ở khu vực có độ cao trung bình 59 mét trên mực nước biển.